# Michail Tjyhir
Michail Mikalajevitj Tjyhir (belarusiska: Міхаі́л Мікала́евіч Чыгі́р, łacinka: Michaił Mikałajevič Čyhir, ryska: Михаи́л Никола́евич Чиги́рь, Michail Nikolajevitj Tjigir), född 24 maj 1948 i Usovo i Vitryska SSR i Sovjetunionen (nu Usava i Kapyl rajon i Minsks voblast i Belarus), är en belarusisk politiker och som var republiken Belarus premiärminister 21 juli 1994–18 november 1996.